# 劉婧犖
劉婧犖（日语：／ Ryū Seira；1985年11月25日—）是出身於北京市的中國籍聲優，现活躍于日本，隸屬於青二事務所。畢業於北京外國語大學。

## 簡介
从小就憧憬成为动画声优，高中时代也参加了同人游戏，原创广播剧的制作，以「kkryu」的名义进行声优和歌手活动。

## 演出作品

### 電視動畫
2012年
- 王者天下（公的母親）
- CØDE:BREAKER 法外制裁者（TV播音員）
- 絕園的暴風雨（異能少年）

2014年
- 龍收藏（塔爾丁）
- 荷包蛋的蛋黃啥時戳破好？（千夏、近藤夫人）
- ONE PIECE（少年、妻）
- くつだる。（パー坊）

2015年
- 雛蜂-BEE- 日文版（女子、女性路人、一般人G）

2016年
- 星夢筆記（安川湊）
- 侍靈演武（凌雲）
- 舞武器·舞亂伎（阿姨、旅館客）

2017年
- 正確的卡多（機場廣播）
- 時間支配者（維克托〈幼年〉）

2018年
- 凸變英雄（東瀛刀一）
- 溫泉屋小女將（林佳玲）
- 惡偶 -天才人形-（黑曼）

2019年
- 拾又之國（克里克斯、新聞播報員、斯坦恩、波蘭、電視中的旁白、少女、店員、怪物）

2020年
- pet（乾的母親、美玲、大使夫人）
- 刀劍神域 Alicization War of Underworld -THE LAST SEASON-（莓莓香的朋友A）
- 大欺詐師（櫃台人員）

2022年
- 相愛相殺（美人局）
- 異世界歸來的舅舅（神）
- Do It Yourself!!（木户间老师）

2023年
- REVENGER（唐人店員、唐人女性客A、雪梅）
- 滿懷美夢的少年是現實主義者（大槻惠）

2024年
- 最弱魔物使開始了撿垃圾之旅。（費希拉）
- 女僕冥土小姐（雪的母親）

### 動畫電影
2011年
- 魁拔 中文版（蠻吉、元）
- 藏獒多吉 中文版（田勁）

2014年
- 樂園追放 -Expelled from Paradise-（政府廣播、少年、少女）

### OVA
2013年 
- 血咒聖痕（小孩）※第七卷限定版特典

### 網路動畫
2011年 
- 阿狸·信燕（阿狸）

 2014年 
- 美少女戰士Crystal（月野進悟、女性、婦人）

 2017年 
- 直播動漫 麟&犀×AI韻律♪（Bunny P）

 2018年 
- 戰鬥吧歌姬！（薇薇安·陳）

### 游戏作品
2015年
- 数码兽物语：电脑侦探

2016年
- 拳皇XIV（明天君）
- 且听琴语（岭原诗月）

2018年
- 食之契約（生魚片、三明治、串串香）
- 深渊地平线（宁海、平海）
- 聖鬥士星矢覺醒（蛇夫座夏伊娜）

2019年
- 侍魂（吳瑞香）

2022年
- 拳皇XV（明天君）

### 其他作品
- VOCALOID 3中言和的声源
- 日本国际广播电台（NHK World Radio Japan）华语广播《波短情长》节目主持（每月月底）。

## 外部連結
- 事務所公開簡歷 （页面存档备份，存于） （日語）
- 劉婧犖的新浪微博 （中文）